# Borovnice (district de České Budějovice)
Pour les articles homonymes, voir Borovnice.
Borovnice (en allemand : Borownitz) est une commune du district de České Budějovice, dans la région de Bohême-du-Sud, en République tchèque. Sa population s'élevait à 149 habitants en 2023.

## Géographie
Borovnice se trouve à 8 km au sud-sud-est de České Budějovice et à 130 km au sud-sud-est de Prague.
La commune est limitée par Nedabyle au nord, par Nová Ves à l'est, par Strážkovice, Střížov et Doudleby au sud et par Heřmaň à l'ouest.

## Histoire
La première mention écrite du village date de 1383.

## Transports
Par la route, Borovnice se trouve à 9 km de České Budějovice et à 159 km de Prague.